# Pluralismo jurídico
Pluralismo jurídico é decorrente da existência de dois ou mais sistemas jurídicos, dotados de eficácia, concomitantemente em um mesmo ambiente espacio-temporal.

## Aprofundamento
Existe uma grande indefinição acerca do conceito de pluralismo jurídico. O dissenso da-se, inicialmente, em face da ausência de definição clara e consensual em torno do que é direito e, portanto, de quais regras devem ser consideradas no espectro analisado como sendo “direito”.

## Breve histórico
A convivência de vários ordenamentos jurídicos passou a ganhar relevância, historicamente, pela análise presente a partir do esfacelamento do Império Romano e do forçado intercâmbio cultural decorrente das invasões bárbaras.
A colonização, por sua vez, também ocasionou uma situação em que diversas regras com diferentes origens evidenciavam-se a partir do choque cultural entre colonizados e colonizadores. Com a descolonização, sistemas legais unificados foram criados, com suas especificidades e diferenças próprias. A partir do final do século 20, há, uma “nova onda” de pluralismo jurídico, em especial devido à globalização. Além da maior proximidade entre países devido a esse processo, há também o enfraquecimento dos estados e de suas tradicionais funções legais.
Após a Revolução Francesa, a ideia de monismo jurídico predominou por muito tempo, acreditando-se que somente o ordenamento jurídico estatal era dotado de eficácia. Porém, essa ideia não pode ir muito a frente, tendo em visto a pluralidade das pessoas e de suas necessidades, que muitas vezes não podem ser supridas pelo Direito Estatal, necessitando então de outras fontes de normatividade para preencher suas lacunas sociais e jurídicas.

## Exemplos de estudos do pluralismo
Podemos isolar cinco grandes temas presentes na literatura sobre o estudo do pluralismo jurídico global:(i) o pluralismo jurídico internacional, com um grande número de tribunais e de órgãos que criam suas regras para os nichos nos quais operam, como a Organização Mundial do Comércio (OMC); (ii) o discurso dos direitos humanos e sua influência sobre os países a pedido da sociedade civil organizada; (iii) o crescimento de ordens legais privadas e não-oficiais, como a nova lex mercatoria; (iv) a criação de redes governamentais trans-nacionais com poderes regulatórios; (v) os movimentos migratórios.
A lex mercatoria pode ser definida como o “direito transnacional das trocas econômicas” e é uma manifestação do pluralismo jurídico global hoje existente. Podemos identificar três características para esse tipo de ordem transnacional: (i) o seu acoplamento com os processos econômicos globais; (ii) o seu caráter episódico; (iii) o seu caráter de "soft law".
Essa perspectiva é apenas uma dentre as muito possíveis de se analisar o pluralismo. Podemos encontrar estudos a esse respeito sob a perspectiva da antropologia jurídica, da sociologia jurídica, do direito comparativo, do direito internacional e dos estudos sócio-jurídicos.
A perspectiva sociológica parte de um conceito de direito bastante amplo, para além de uma identificação com o aparato legal-estatal.  A visão que predomina é a do direito enquanto um conjunto de regras com a presença de sanção, o que pode ser observado nas mais diversas esferas sociais. Assim, organizações sociais como prisões, comunidade de cangaceiros e igrejas seriam possíveis objetos de estudo.
Sob essa perspectiva sociológica, já foi objeto de estudo a situação de insulamento legal-estatal em que habitantes de uma determinada comunidade viviam. Os conflitos passaram a ser resolvidos com base numa lógica interna a essa comunidade, em que a Associação dos Moradores assumiu especial importância.

## Quatro abordagens
Para mais informações a respeito das diferentes abordagens do pluralismo jurídico, podemos destacar também de forma diferente o debate em torno do tema, levando em consideração vários pesquisadores : (i) as análises teóricas sobre a interlegalidade; (ii) a abordagem das sociedades multiculturais – direitos de minorias ; (iii) a ordem internacional ; (iv) abordagem tipicamente sociológica focada no "direito do povo".